# Pierre Avril (juriste)
Pour les articles homonymes, voir Pierre Avril et Avril (homonymie).
Pierre Avril, né le 18 novembre 1930 à Pau (Pyrénées-Atlantiques), est un juriste universitaire français, spécialiste du droit constitutionnel. Il a été professeur des universités en droit public, à l'université de Poitiers, à l’université Paris II de 1988 à 1999, ainsi qu’à l’Institut d'études politiques de Paris de 1982 à 1997.

## Biographie
Diplômé de l'IEP Paris, il adhère en 1953 au Parti radical et s’engage aux côtés de Pierre Mendès France. Il devient en 1955 président national des étudiants radicaux, secrétaire général, puis rédacteur en chef des Cahiers de la République (1957-1962). Il participe également activement aux travaux du Club Jean Moulin.
Docteur en droit de la faculté de droit de Paris en 1962 avec une thèse portant sur L’évolution politique et constitutionnelle de la Cinquième République, sous la direction du Professeur Roger Pinto. Sa définition de la présidence de la V° République comme un « principat » le rend célèbre. Il est ensuite journaliste à la Société générale de presse (1962-1969). Il devient agrégé des universités (section droit public et science politique) en 1972. Il enseigne successivement aux universités de Poitiers (1973-1979) puis Paris X Nanterre (1979-1988) avant de rejoindre Paris II.
Il est l'auteur de très nombreux travaux sur le droit et les institutions de la Cinquième République, et l’un des rares spécialistes de droit parlementaire.
Il est membre fondateur de la revue Pouvoirs, dans laquelle il assure depuis 1977 une chronique constitutionnelle avec Jean Gicquel.
Membre du Conseil supérieur de la Magistrature entre 1998 et 2002, il est nommé en juillet 2002 président de la Commission de réflexion sur le statut pénal du président de la République, à l’origine d’une révision de la Constitution française en février 2007.
L'Académie des sciences morales et politiques lui a décerné le prix Charles Dupin (1998), pour son livre sur Les conventions de la Constitution (Paris, PUF, 1997)

## Principaux ouvrages
- Le régime politique de la Ve République, LGDJ, 1964 (2e édition en 1967, 3e en 1975, 4e en 1979)
- Un Président pour quoi faire ?, préface de Georges Vedel, Le Seuil, 1965
- Le gouvernement de la France, Éditions Universitaire, 1969
- L'arrondissement devant la réforme administrative, Berger-Levrault, 1970
- U.D.R. et gaullistes, Dossier Thémis, PUF, 1971
- Les Français et leur Parlement, Casterman, 1972
- Essais sur les partis, LGDJ, 1986 (2e édition Payot en 1990, 3e édition en 1995)
- Lexique de droit constitutionnel (avec Jean Gicquel), Dalloz, 1986 (nouvelle édition, PUF, coll. « Que sais-je ? », 2003, 2009)
- La Ve République : histoire politique et constitutionnelle, PUF, 1987 (2e édition en 1994)
- Droit parlementaire (avec Jean Gicquel et, à compter de la 5ème édition, Jean-Eric Gicquel), Montchrestien, 1988 (2e édition en 1996, 3e en 2004, 4e en 2010, 5e en 2014, 6e en 2021, 7e en 2023)
- Le Conseil constitutionnel (avec Jean Gicquel), Montchrestien, « Point clefs », 1992 (5e édition en 2004)
- Les conventions de la Constitution, Paris, PUF, collection « Léviathan », 1997